# Stacked Actors
«Stacked Actors» es una canción de Foo Fighters que salió como sencillo exclusivamente en Australia.
Igualmente, se difundió la canción en emisoras de otras partes del mundo.
Es la primera canción y sencillo del álbum There Is Nothing Left to Lose.
Acerca de la canción Dave Grohl dice: "Hice Stacked Actors basándome en todo lo que es falso y todo lo que es plástico y glamoroso y no real, así que si eso pertenece a alguien que tú piensas esta bien".
El 9 de diciembre de 1999, en el Show de Howard Stern, Courtney Love dijo que la canción fue hecha basada en ella.

## Posición en listas
| Año  | Lista                  | Posición |
| ---- | ---------------------- | -------- |
| 2000 | Mainstream Rock Tracks | N.º 9    |
| 2000 | Modern Rock Tracks     | N.º 25   |

- Datos: Q3136665